# Armée philippine
L'Armée philippine (anglais : Philippine Army (PA) ; tagalog : Hukbong Katihan ng Pilipinas) est la principale, la plus ancienne et la plus grande branche des Forces armées des Philippines (AFP) responsable de la guerre terrestre. Son quartier général est situé à Fort Bonifacio, Grand Manille.

## Histoire

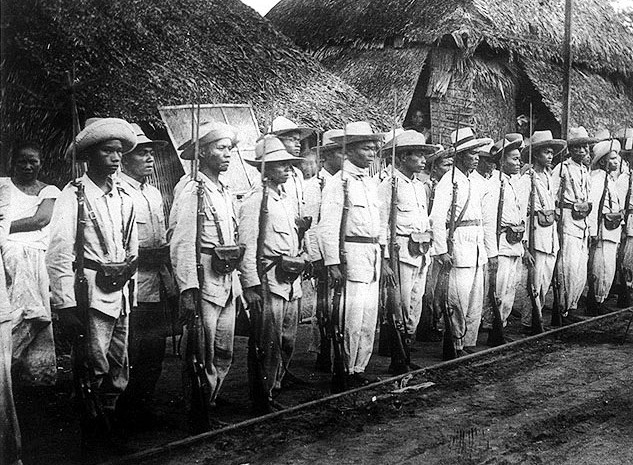
Des soldats philippins en 1899.

La date de création de l'Armée de terre philippine trouve ses racines en 1892 lorsque Andrés Bonifacio fonde le Katipunan, une société secrète aspirant à  l'indépendance face aux espagnols. L'Armée révolutionnaire philippine s'engage alors en 1896 dans un conflit contre l'Espagne qui dura jusqu'au 12 juin 1898. C'est durant celle-ci, le 22 mars 1897, que l'Armée philippine se dote de son premier commandant en chef en la personne d'Artemio Ricarte.
L'armée de la toute jeune république fait ensuite face à l'invasion des États-Unis de 1899. La guerre se termine par la dissolution de la république en 1901 et l'occupation américaine jusqu'en 1945. C'est en 1935, lors de l'instauration du Commonwealth des Philippines, que renaît l'Armée philippine intégré aux United States Army Forces in the Far East. Elle fait face à l'invasion japonaise de 1941 sous le commandement du général MacArthur.
Son premier déploiement sous l'autorité de la République des Philippines a lieu en 1950, au sein du contingent du Commandement des Nations unies en Corée, durant la guerre de Corée. Le contingent philippin s'illustra notamment durant les batailles de Yultong durant laquelle le capitaine Conrado Yap perdit la vie et devint un héros national et cette de Hill Eerie : le 18 mai 1952, les troupes philippines, sous le commandement du colonel Salvador Abcede et du lieutenant Fidel Ramos (futur président de la république), engagent le combat contre l'armée des volontaires du peuple chinois durant quatre jours, détruisant leurs bunkers avant d'être relevés par les troupes américaines.
Les années 1950 voient aussi émerger un nouveau conflit intérieur face à la guérilla communiste auquel vient s'ajouter en 1969 l’insurrection moro-islamiste dans le sud du pays qui durera jusqu'en 2014 avec la création d'une nouvelle région au sein de la République des Philippines sur l’île de Mindanao et un cessez-le-feu.

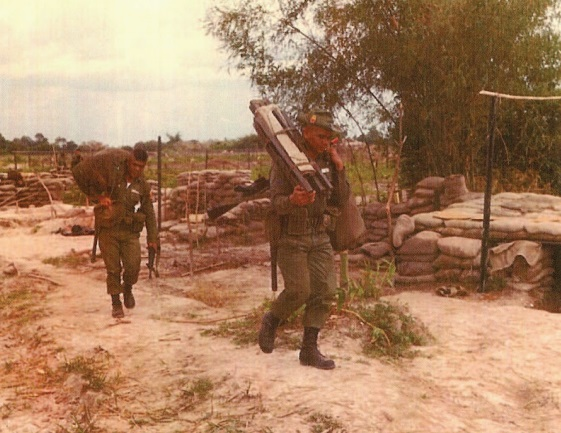
Membres du Philippine Civic Action Group à Tay Ninh au Sud Viêt Nam en 1966.

Un petit contingent nommé Philippine Civic Action Group (PHILCAG) est déployé dans la République du Viêt Nam de 1964 à 1969. Il comprenait 73 personnes pour l’aide humanitaire et la guerre psychologique en juin 1966.

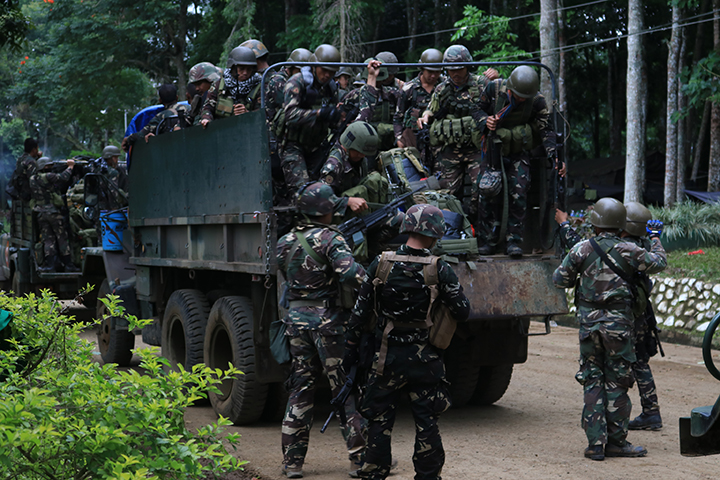
Fantassins philippins durant la bataille de Marawi en 2017 descendant de camions Kia KM450.

Des bataillons d'infanterie encadre une force paramilitaire, la Citizen Armed Force Geographical Unit, depuis sa création en 1987.
L'Armée philippine s'engage aussi dans la lutte contre le terrorisme islamiste dès les années 1990, notamment contre les groupes Abou Sayyaf et Maute qui mènera à la bataille de Marawi en 2017. Les leçons tirées de cet engagement ont montré les bonnes capacités d'adaptation des troupes philippines, mais les pertes élevés durant les premières semaines de combats ont révélé un manque d'expérience en matière de combat urbain. Une coopération se met en place avec l’Australie (qui participa aux opérations à Marawi avec deux P-3 Orion) afin de compléter l'entrainement des soldats philippins.
L'Armée philippine participe aussi aux missions de maintien de la paix des Nations unies, 340 casques bleus philippins ont notamment été déployé en 2013 sur le plateau du Golan.

## Organisation générale

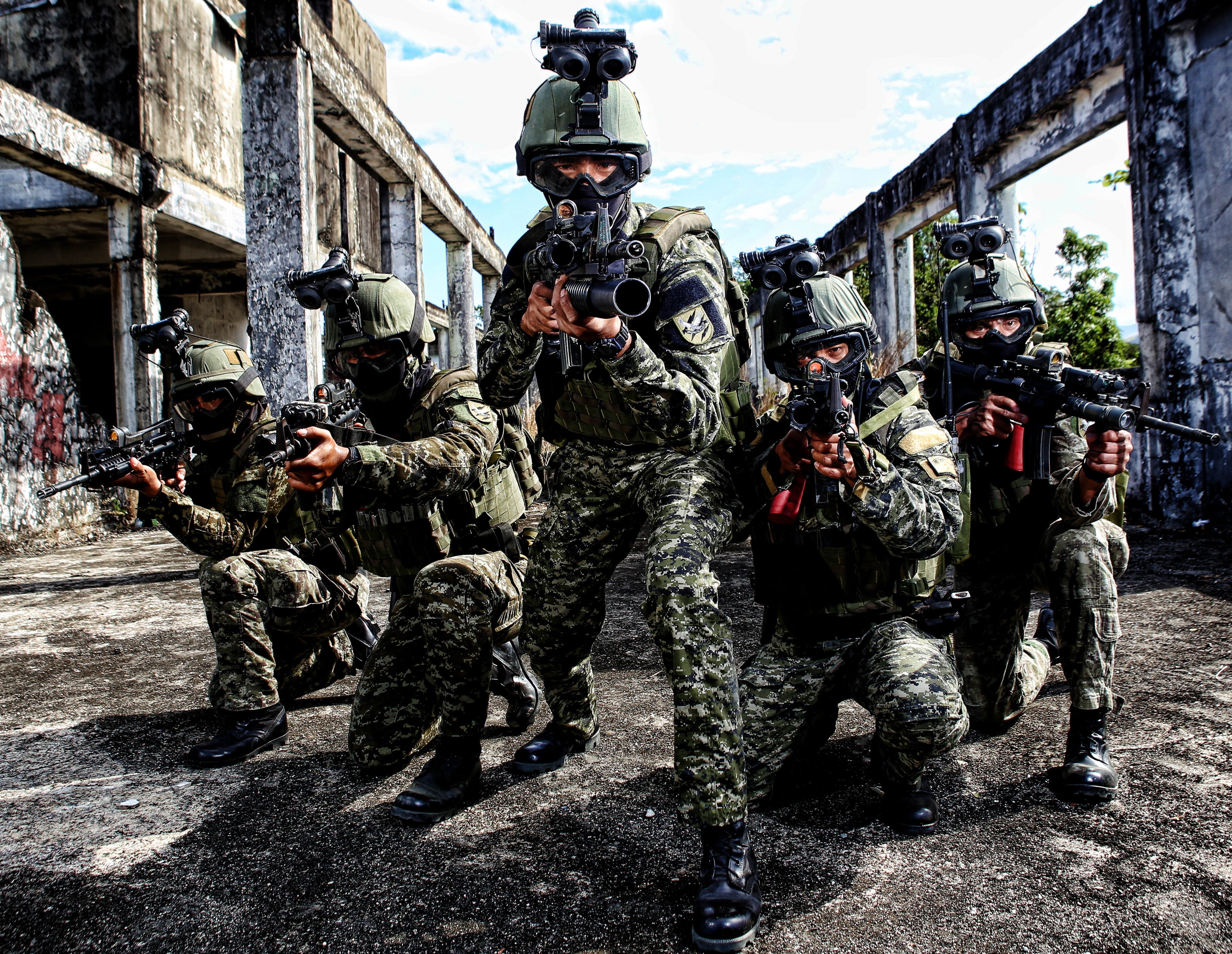
Des membres du Light Reaction Regiment, une unité spéciale formée en 2004.

L'Armée philippine se divise en plusieurs unités :
- Infanterie (Infantry)
- Blindés et Cavalerie (Armor and Cavalry)
- Artillerie (Artillery)
- Forces Spéciales (Special Forces)
- Services de santé (Medical Services)
- Génie (Engineers)
- Communications (Signal Corps)
- Renseignement (Army Intelligence)
- Ordonnance (Ordinance Services)
- Approvisionnement (Quartermaster)
- Services Financiers (Finance Services)
- Services Généraux (Adjutant General Services)

## Grades

### Officiers
| General | Lieutnant General | Major General | Brigadier General | Colonel | Lieutnant Colonel | Major | Captain | First Lieutnant | Second Lieutnant |
| ------- | ----------------- | ------------- | ----------------- | ------- | ----------------- | ----- | ------- | --------------- | ---------------- |
|         |                   |               |                   |         |                   |       |         |                 |                  |

### Enrôlés
| Chief Master Sergeant | Senior Master Sergeant | Master Sergeant | Technical Sergeant | Staff Sergeant | Sergeant | Caporal | Private First Class | Private |
| --------------------- | ---------------------- | --------------- | ------------------ | -------------- | -------- | ------- | ------------------- | ------- |
|                       |                        |                 |                    |                |          |         |                     |         |

## Équipements

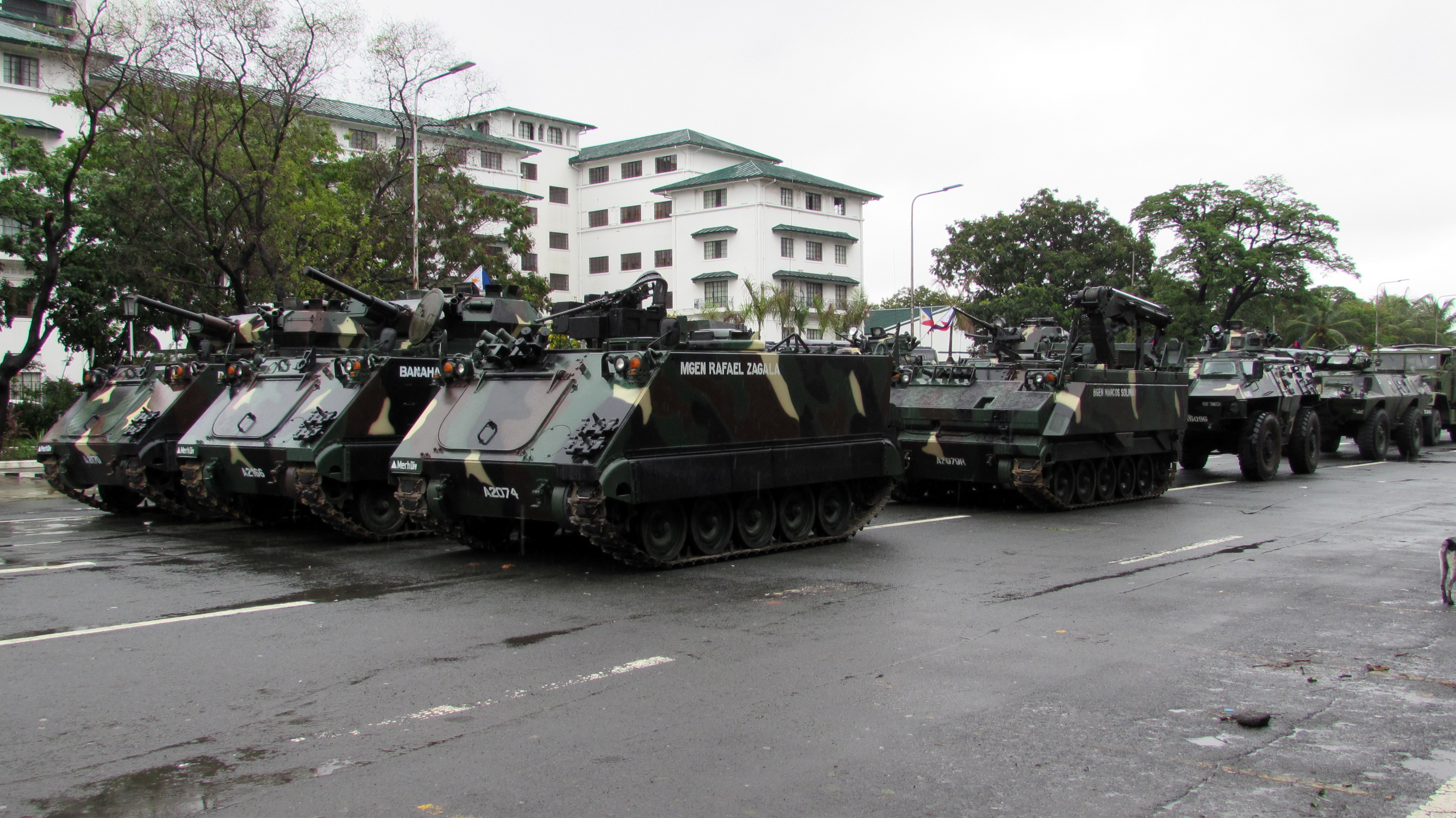
Des M113, GKN Simba et Cadillac V-150 en 2018

L'Armée philippine emploie une multitude de matériel provenant de sources différentes. Plusieurs projets majeurs ont cependant été implémentés en vue de moderniser l’équipement des soldats. Le fusil standard est depuis 2016 le Remington M4 dont environ 56 000 ont été achetés aux États-Unis en 2014, 12 412 fusils Taurus T4 (en) brésiliens sont commandés en janvier 2021 pour les compléter. Les radios tactiques ont été renouvelées en 2015 et c'est l'Américain Harris qui remporta l'appel d'offre.
Le transport des troupes est principalement assuré par des camions KIA KM-250 acquis depuis 2015. 150 GKN Simba achetés en 1990, des Cadillac Gage Commando V-150 (185 perçus à l'origine) et M113 assurent le transport blindé et l'appui-feu et un petit nombre de chars léger FV-101 Scorpion achetés en 1977 sont encore en service après modernisation en 2015. 
L'armement anti-char commence à être renouvelé en 2014 avec les premières livraison de RPG-7 d'origine américaine (PSRL-1) puis en 2019 d'origine bulgare et chinoise. Les premières munitions guidées à équiper l'Armée philippine arrivent en 2020 (en provenance des États-Unis) sous la forme de 12 lance-missiles TOW accompagnés d'une centaine de missiles.
L'artillerie quant à elle repose sur des canons de 105 mm M101 (150 livrés entre 1957 et 1958) et OTO Melara Mod 56 (120 commandés en 1974) ainsi que des mortiers de 60 mm M224.
L'Armée dispose aussi d'une branche aérienne avec l'Army Aviation Regiment (AAvnR) surnommé "Hiraya". Celui-ci a été activé en octobre 2019, à partir de l'Army Aviation Battalion, dans le but de préparer l'achat à moyen terme de nouveaux appareils. Il dispose à sa création de 4 avions de liaisons Cessna 150, 172 et 206,.

### L'Armée et l'AFP Modernization Act de 2012

#### Véhicules de combat
C'est en 2014 que les premières livraisons de matériel lourd liées au plan de modernisation des forces arrivent aux Philippines avec la réception de 24 M113 modernisés en provenance d’Israël. Ceux ci arrivent en trois versions : quatorze équipés de tourelles de 76 mm prélevés sur les FV-101 Scorpions philippins, six équipés de tourelles de 12,7 mm et quatre équipés de tourelles 25 mm. Un an plus tard c'est en provenance des États-Unis qu'arrivent 114 M113 additionnels. Ces derniers sont modernisés progressivement par Elbit Systems; un premier contrat est passé en 2017 afin d'équiper 44 unités de tourelles de mitrailleuses de 12,7 mm, 15 unités de mortiers automoteurs M125A2 armés de Cardom 120 mm livrés en janvier 2022, et 5 unités de mortiers de 80 mm.
Un simulateur de tir est acheté en 2020 afin de préparer la future acquisition de chars de combat moyen (équipés de canons de 105 mm),.
L'Armée philippine accorde sa confiance à Elbit Systems une fois de plus fin 2020 avec l'attribution de deux projets majeurs portés par la firme israélienne. Son offre est préférée à celles d'Hanwha-Otokar et de PT Pintad pour fournir 28 chars légers équipés de canons de 105 mm pour un montant de 9,5 milliards de PHP (environ 200 millions de $) : 18 chars Sabrah ASCOD chenillés, 10 chars à roues Pandur II 8x8 accompagnés d'un véhicule de commandement et d'un dépanneur.
Elbit est aussi déclaré vainqueur pour l'achat de 28 véhicules de transport de troupes IVECO Guarani 6x6 équipés de tourelles de 12,7 mm. Le coût de ce projet est de 2,3 milliard de PHP (environ 47 millions de $).

#### Véhicules du génie
Les enseignements tirés de la bataille de Marawi poussent l'Armée à moderniser ses moyens de franchissement et de détection des engins explosifs. L'achat de deux chars poseurs de ponts commandés à Elbit Systems, est annoncé en 2020. Des négociations sont aussi prévues avec le gouvernement britannique pour deux camions poseurs de ponts de type Dry Support Bridge et quatre véhicules détecteurs de mines. L'achat de ponts flottants motorisés est aussi à l'étude.

#### Artillerie

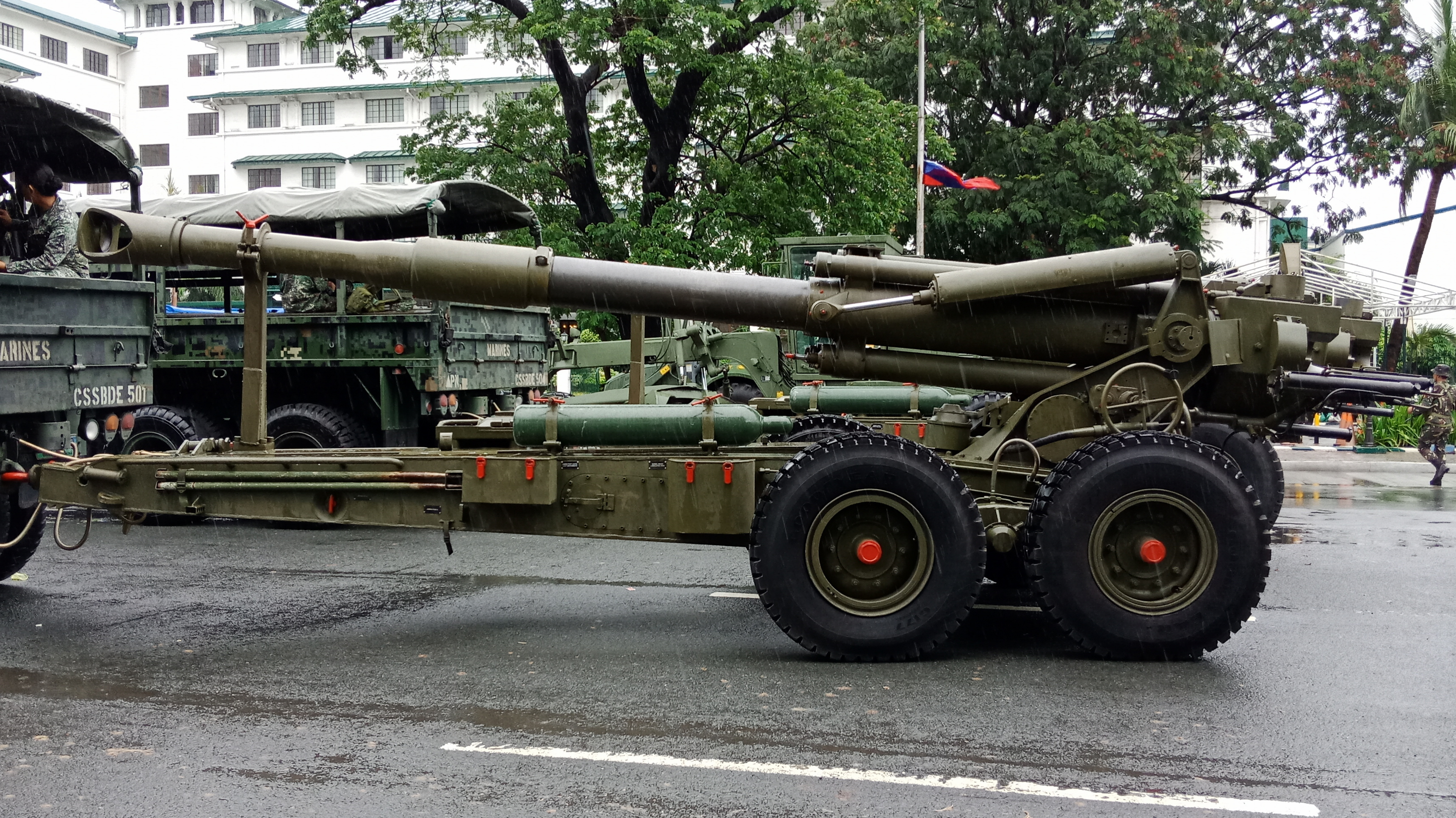
Un Soltam M-71 des Marines phillipins en 2018 lors d'un défilé.

L'artillerie, qui repose principalement sur des obusiers de 105 mm, se voit renforcée en 2017 d'une batterie (6 canons) de Soltam M-71 (en) 155 mm achetés à Elbit Systems (6 autres étant pour le Corps des Marines des Philippines) et deux batteries (12 canons) de leur canon automoteur sur roues ATMOS 2000 de 155 mm sont commandés en 2020. 
C'est aussi en décembre 2019 qu'est confirmée l'intention de doter l'Armée philippine de deux batteries de missiles anti-navires supersoniques BrahMos indiens (trois véhicules par batterie), l'accord-cadre pour une version ayant une portée de 290 km étant signé le 2 mars 2021, et le transfert de 4 batteries (de 6 véhicules) de lance-roquettes multiples K136 (en) Kooryong d'occasions en provenance de Corée du Sud est annoncé. Ils seront opérés dans les années 2020 par deux batteries du régiment d'artillerie de l'Armée (2024 annoncé pour les BrahMos) activées en octobre 2019.

#### Aviation légère
La réactivation de l'Army Aviation Regiment (AAvnR) est complétée mi-2020 par la livraison de deux hélicoptères R44 Raven d'occasion qui servent à l'entrainement des pilotes. 4 hélicoptères légers Bölkow Bo 105 sont également en service a partir de 2021 ainsi que plusieurs avions légers Cessna.
Le Japon annonce livrer un nombre non déterminé d'hélicoptères utilitaires Fuji-Bell UH-1J vers 2024/2025.

#### Surveillance et communications
Le programme de modernisation des équipements de surveillance et communication (Command, Control, Communication, Computers, Intelligence, Surveillance, Target Acquisition, Reconnaissance - C4ISTAR) prévoit la livraison de drones et des systèmes de communications associés.